# 石金峰
石金峰（1948年3月—），辽宁省阜新市彰武县人，共产党员，教授，博士生导师。1982年毕业于阜新矿业学院矿山测量专业，留校任教。曾经担任过阜新矿业学院测量系教研室秘书、副主任、主任，教务处副处长，测量工程系主任，辽宁工程技术大学副校长，现任辽宁工程技术大学校长，并为国际矿山测量协会(ISM)第一专业委员会委员、中国测绘学会理事、辽宁省测绘学会副理事长、辽宁省地质学会副理事长、辽宁省城市规划协会常务理事等职。